# Tibouchina ramboi
Tibouchina ramboi là một loài thực vật có hoa trong họ Mua. Loài này được Brade miêu tả khoa học đầu tiên năm 1958.